# Бангладеш на літніх Олімпійських іграх 2000
Бангладеш брав участь у Літніх Олімпійських іграх 2000 року в Сіднеї (Австралія) у п'ятий раз за свою їсторію. Країну представляли 5 осіб, 2 чоловіка і 3 жінки. Жодної медалі не завоювали. Збірна Бангладешу була однією із молодших на Іграх. Середній вік спортсменів становив 20 років.

## Досягнення спортсменів

### Плавання
Спортсменів — 2
У наступний раунд на кожній дистанції проходили найкращі спортсмени за часом, незалежно від місця, що посіли у своєму запливі.

#### Чоловіки
| Спортсмен           | Змагання   | Попередні запливи | Попередні запливи | Півфінал         | Півфінал         | Фінал            | Фінал            |
| Спортсмен           | Змагання   | Результат         | Місце             | Результат        | Місце            | Результат        | Місце            |
| ------------------- | ---------- | ----------------- | ----------------- | ---------------- | ---------------- | ---------------- | ---------------- |
| Карар Самедул Іслам | 100 м брас | 1:14,93           | 64                | Вибув зі змагань | Вибув зі змагань | Вибув зі змагань | Вибув зі змагань |

#### Жінки
| Спортсмен  | Змагання   | Попередні запливи | Попередні запливи | Півфінал          | Півфінал          | Фінал             | Фінал             |
| Спортсмен  | Змагання   | Результат         | Місце             | Результат         | Місце             | Результат         | Місце             |
| ---------- | ---------- | ----------------- | ----------------- | ----------------- | ----------------- | ----------------- | ----------------- |
| Долі Ахтер | 100 м брас | DSQ               | DSQ               | Вибула зі змагань | Вибула зі змагань | Вибула зі змагань | Вибула зі змагань |

### Стрільба
Спортсменів — 1
Після кваліфікації найкращі спортсмени за очками проходили у фінал, де продовжували з очками, набраними в кваліфікації. У деяких дисциплінах кваліфікація не проводилася. Там виявляли сильного в один раунд.
| Спортсмен       | Змагання        | Кваліфікація | Місто | Фінал             | Місто             | Всього | Місто |
| --------------- | --------------- | ------------ | ----- | ----------------- | ----------------- | ------ | ----- |
| Сабріна Султана | Гвинтівка, 10 м | 383          | 46    | Вибула зі змагань | Вибула зі змагань | 383    | 46    |